# نیکلای ریمسکی-کورساکف
نیکلای آندره‌یِویچ ریمْسکی‌کورساکُف (به روسی: Николай Андреевич Римский-Корсаков) (زادهٔ ۱۸ مارس ۱۸۴۴ - درگذشتهٔ ۲۱ ژوئن ۱۹۰۴) آهنگساز و آموزگار موسیقی اهل روسیه و به‌همراه مودست موسورگسکی، میلی بالاکیرف، الکساندر برودین، و سزار کوئی یکی از اعضای «گروه پنج» بود. او در سازبندی قطعاتی که می‌ساخت، بی‌نظیر بود. پوئم سمفونیک شهرزادِ او یکی از مشهورترین آثار ارکسترالی است که تابه‌حال تصنیف شده‌است.

## زندگی
نیکولای ریمسکی-کورساکف در ۱۸ مارس ۱۸۴۴ در تیخوین از شهرهای استان لنینگراد و در خانواده‌ای متمول و اشرافی به‌دنیا آمد. مادرش پیانو می‌زد و به نظر می‌رسد علاقهٔ مادر به موسیقی به او منتقل شد. در ۶ سالگی آموزش پیانو را آغاز کرد و استعداد خود را در فراگیری موسیقی نشان داد. اگر چه نیکلای از ۱۰ سالگی آهنگسازی را شروع کرد ولی ادبیات را ترجیح می‌داد. اما عشق به دریا و تصمیم خانواده باعث شد که در ۱۲ سالگی به کالج نیروی دریایی امپراتوری روسیه در سن پترزبورگ برود.
او در سال ۱۸۶۱ با آهنگساز مشهوری به نام میلی بالاکیرف آشنا شد و بدین طریق به گروه پنج نفری آهنگسازان جوانی که بعدها به " گروه پنج " مشهور شدند، پیوست. آشنایی با بالاکیرف و راهنمایی‌های او موجب شد تا نیکلای جوان آهنگسازی را با جدیت بیشتری دنبال کند. ۱۸ ساله بود که به عنوان افسر نیروی دریایی به مأموریتی ۳ ساله اعزام شد. او طی اولین سفر دریایی خود نخستین سمفونی خود را ساخت.

پس از بازگشت به سن پترزبورگ با راهنمایی بالاکیرف سمفونی را بازبینی و ویرایش کرد و این سمفونی اولین بار در همان سال اجرا شد.
او در ۲۷ سالگی استاد مدرسه هنرهای زیبا بود، به مدت هفت سال مدیر مدرسه آزاد موسیقی، ده سال دستیار آهنگسازی دربار و بیش از سی سال رهبر ارکسترهایی چون سنت پترز بورگ، مسکو، کیف، بورکسل و پاریس بود.
از آثار معروف او می‌توان پرواز زنبور عسل (به انگلیسی: Flight of the Bumblebee)،شهرزاد (به انگلیسی: Scheherazade) برگرفته از داستان شهرزاد قصه‌گو و اورتور جشن عید پاک روسی (به انگلیسی: Russian Easter Festival Overture) نام برد.

### مرگ
او که از بیماری آنژین صدری رنج می‌برد سرانجام در ۲۱ ژوئن ۱۹۰۴ در لیوبنسک درگذشت و در گورستان تیخوین به خاک سپرده شد.